# Waldeck-Rousseau (1911)
«Вальдек-Руссо» (фр. Waldeck-Rousseau) — броненосний крейсер, побудований для ВМС Франції у першому десятилітті 20-го століття. Він був другим і останнім кораблем класу «Едгар Кіне», останнім класом броненосних крейсерів, побудованих французьким флотом. Він був закладений на Arsenal de Lorient у червні 1906 року, спущений на воду в березні 1908 року та введений в експлуатацію в серпні 1911 року. Озброєний головною батареєю з чотирнадцяти 194-міліметрових (7,6 дюйма) гармат, він був потужнішим за більшість інших броненосних крейсерів, але він надійшов на службу більш ніж через два роки після того, як перший лінійний крейсер — HMS Invincible — зробив броненосний крейсер застарілим. «Вальдек-Руссо», тим не менш, виявився робочою конячкою французького Середземноморського флоту.
Після початку Першої світової війни «Вальдек-Руссо» приєднався до головного французького флоту, який блокував південний край Адріатики, щоб запобігти діяльності австро-угорського флоту в Середземному морі. У жовтні та листопаді «Вальдек-Руссо» двічі зазнавав нападу австро-угорських підводних човнів, але обидва рази уникнув пошкоджень. Після цього він чергував між перебуванням у південній Адріатиці та патрулюванням у східному Середземномор'ї, коли Османська імперія вступила у війну в листопаді.
Після війни британці та французи втрутилися в Громадянську війну в Росії. Це включало значне розгортання військово-морського флоту в Балтійському морі, до якого входив і «Вальдек-Руссо». Незабаром після прибуття його екіпаж збунтувався через погані умови життя та бажання повернутися до Франції. Заворушення були швидко придушені, і «Вальдек-Руссо» приєднався до зусиль з підтримки білих проти червоних більшовиків. У травні 1929 року корабель був відправлений до Французького Індокитаю, щоб служити флагманом Далекосхідної ескадри. Він залишався там до травня 1932 року, коли повернувся до Франції, де був виведений з експлуатації та перетворений на плавбазу. «Вальдек-Руссо» був остаточно розібраний на металобрухт у 1941–44 роках.

## Опис
Клас «Едгар Кінé» був розроблений спочатку як однотипні кораблі з попереднім крейсером «Ernest Renan», але замість змішаної батареї з 194 мм (7,6 дюйма) та 165 мм (6,5 дюйма) гармат, два кораблі були змінені для несення єдиної батареї з 194 мм зброї. Інші незначні зміни були внесені під час проектування, включаючи деякі особливості останніх французьких додредноутних лінкорів, включаючи прямий форштевень. Два крейсери класу «Едгар Кіне» виявилися останніми великими військовими кораблями французького флоту, які покладалися на поршневі машини для своїх рушійних систем.
«Вальдек-Руссо» мав 158,9 метра (521 фут) загальної довжини, ширину 21,51 м (70,6 фута) та осадку 8,41 м (27,6 фута). Він мав водотоннажність 13 995 довгих тонн (14 220 т). Його силова установка складалася з трьох машин потрійного розширення, що живилися від сорока вугільних котлів Niclausse, які були з'єднані в шість димових труб у двох групах по три. Його двигуни були розраховані на 36 000 індикаторних кінських сил (27 000 кВт) і забезпечували максимальну швидкість 23 вузли (43 км/год; 26 миль/год). Екіпаж складався з 859–892 офіцерів і матросів.
«Вальдек-Руссо» був озброєний головною батареєю з чотирнадцяти 194 мм (7,6 дюйма) 50-каліберних гармат M1902. Чотири були у двогарматних баштах спереду та ззаду, з трьома одногарматними баштами на кожному борту. Останні чотири гармати були встановлені в казематах біля головної та задньої бойових рубок. Захист від торпедних катерів на ближній дистанції забезпечувався батареєю з двадцяти 65 мм (2,6 дюйма) гармат у казематах в корпусі корабля.
Він також був оснащений двома 450 мм (17,7 дюйма) торпедними апаратами, зануреними в корпус. Він був захищений броньовим поясом товщиною 150 мм (5,9 дюйма) посередині корабля. Башти гармат мали броню товщиною 200 мм (7,9 дюйма), тоді як каземати мали трохи тонший захист, 194 мм. Головна бойова рубка мала товщину 200 мм.
Під час Першої світової війни було додано кілька 14-фунтових і 9-фунтових зенітних гармат, причому старіші 9-фунтові гармати були зняті, щоб зменшити водотоннажність. У 1930 році він був модифікований для несення розвідувального гідролітака.

## Історія служби
«Вальдек-Руссо», названий на честь нещодавно померлого прем'єр-міністра Франції П'єра Вальдека-Руссо, був замовлений 31 липня 1905 року і був закладений на Arsenal de Lorient 16 червня 1906 року. Він був спущений на воду 4 березня 1908 року, а роботи з оснащення були завершені вчасно, щоб почати морські випробування в січні 1911 року. Під час приймальних випробувань 2 лютого він зіткнувся з підводним об'єктом, який зігнув його гребний вал лівого борту та пошкодив гвинт. «Вальдек-Руссо» був завершений у серпні. корабель був найпотужнішим броненосним крейсером, завершеним Францією, але він надійшов на службу через два роки після британського лінійного крейсера HMS Invincible, що зробило броненосний крейсер застарілим як тип військового корабля. Його тривале будівництво завадило запланованій закладці нового додредноутного лінкора «Mirabeau», який не міг бути розпочатий до спуску «Вальдек-Руссо» на воду. Після введення в експлуатацію новий крейсер був призначений до Середземноморського флоту, що базувався в Тулоні. У квітні 1912 року він був призначений до 1-ї легкої ескадри разом зі своїм однотипним кораблем «Edgar Quinet» та броненосним крейсером «Ernest Renan».

## Перша світова війна

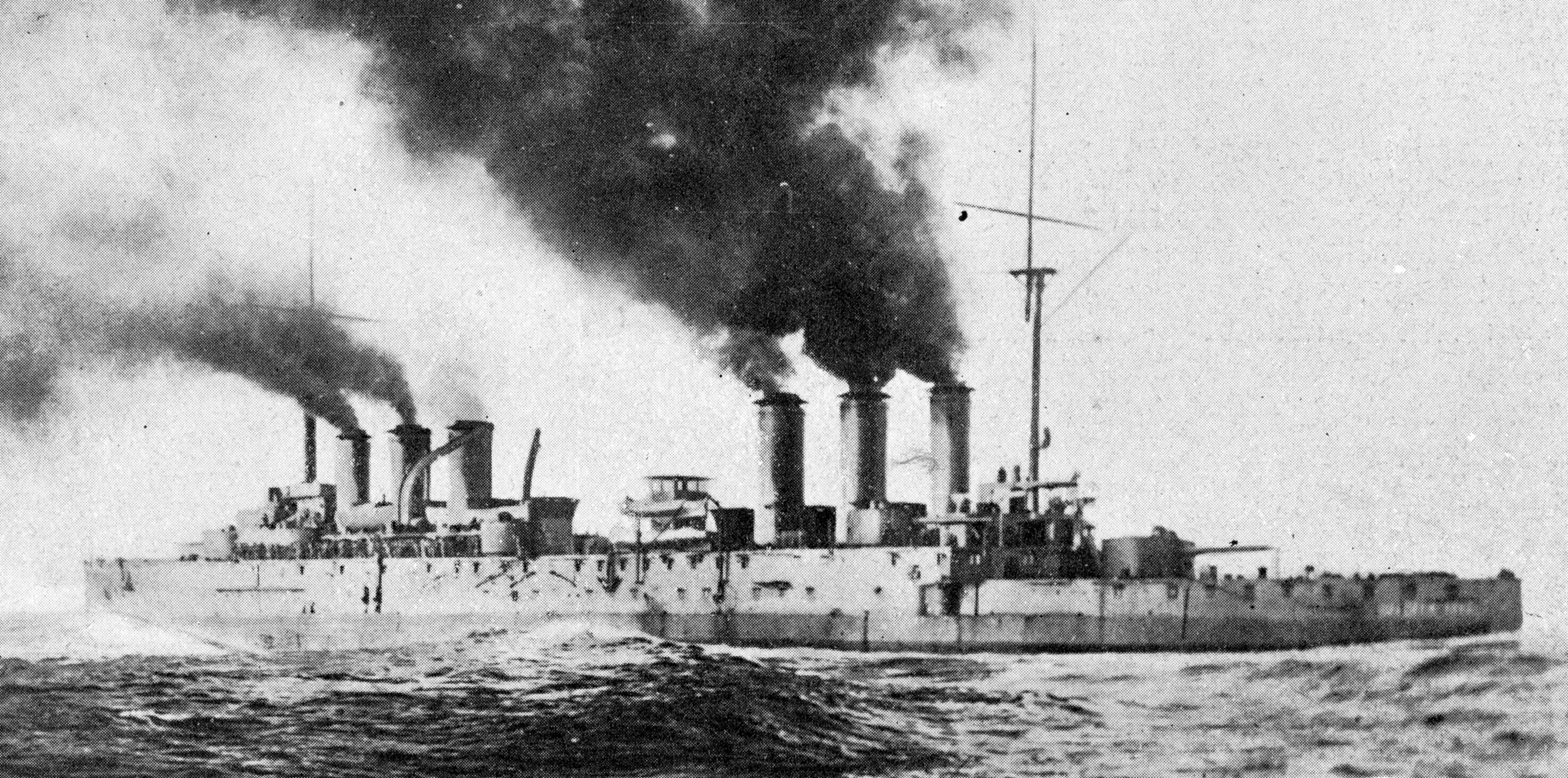
«Вальдек-Руссо» в поході

На початку Першої світової війни у серпні 1914 року «Вальдек-Руссо» перебував у ремонті в Тулоні через інцидент з посадкою на мілину біля Гольф-Жуан під час урагану 22 лютого. Роботи були завершені до 5 вересня, і до кінця місяця він приєднався до французького флоту, який блокував австро-угорський флот у південній частині Адріатичного моря. 17 жовтня він ненадовго вступив у бій з австро-угорськими силами біля Котора. він стріляв по австро-угорському підводному човну SM U-4, який намагався торпедувати його, і вступив у бій з кількома есмінцями, які підтримувалися літаком, перш ніж він припинив бій, щоб знову приєднатися до французького флоту. Він зазнав невдалої атаки вдруге австро-угорським підводним човном під час патрулювання 4 листопада. Цього разу він патрулював разом із крейсером «Ernest Renan». «Вальдек-Руссо» вступив у бій з підводним човном і змусив його відступити.
30 листопада крейсер був переведений до Іонічного моря і базувався в Салоніки. Перебуваючи там, «Вальдек-Руссо» патрулював східне Середземномор'я та узбережжя Леванту. Він повернувся на Мальту 13 грудня, де відновив патрулювання в південній Адріатиці. На початку березня 1915 року «Вальдек-Руссо» повернувся до Іонії. З 25 квітня по 1 травня він недовго патрулював в протоці Отранто в південній частині Адріатики, перш ніж повернутися на свою станцію в Іонії.
До початку 1916 року сучасні броненосні крейсери флоту були організовані у два підрозділи, 1-й та 2-й легкі дивізіони. «Вальдек-Руссо» служив у першому, до якого також входили «Edgar Quinet» та «Ernest Renan». Обидва підрозділи підтримували головний французький бойовий флот. 8 січня 1916 року «Вальдек-Руссо», його однотипний корабель «Edgar Quinet», «Ernest Renan» та «Jules Ferry» прийняли на борт контингент альпійських стрільців (гірських військ), щоб захопити грецький острів Корфу. Крейсери відправили війська на берег в ніч на 10 січня, грецькі чиновники на острові опротестували цей крок, але не чинили опору. До кінця війни він патрулював в Іонії та східному Середземномор'ї, але більше не брав участі в бойових діях.

## Операції на Чорному морі, 1919–1920

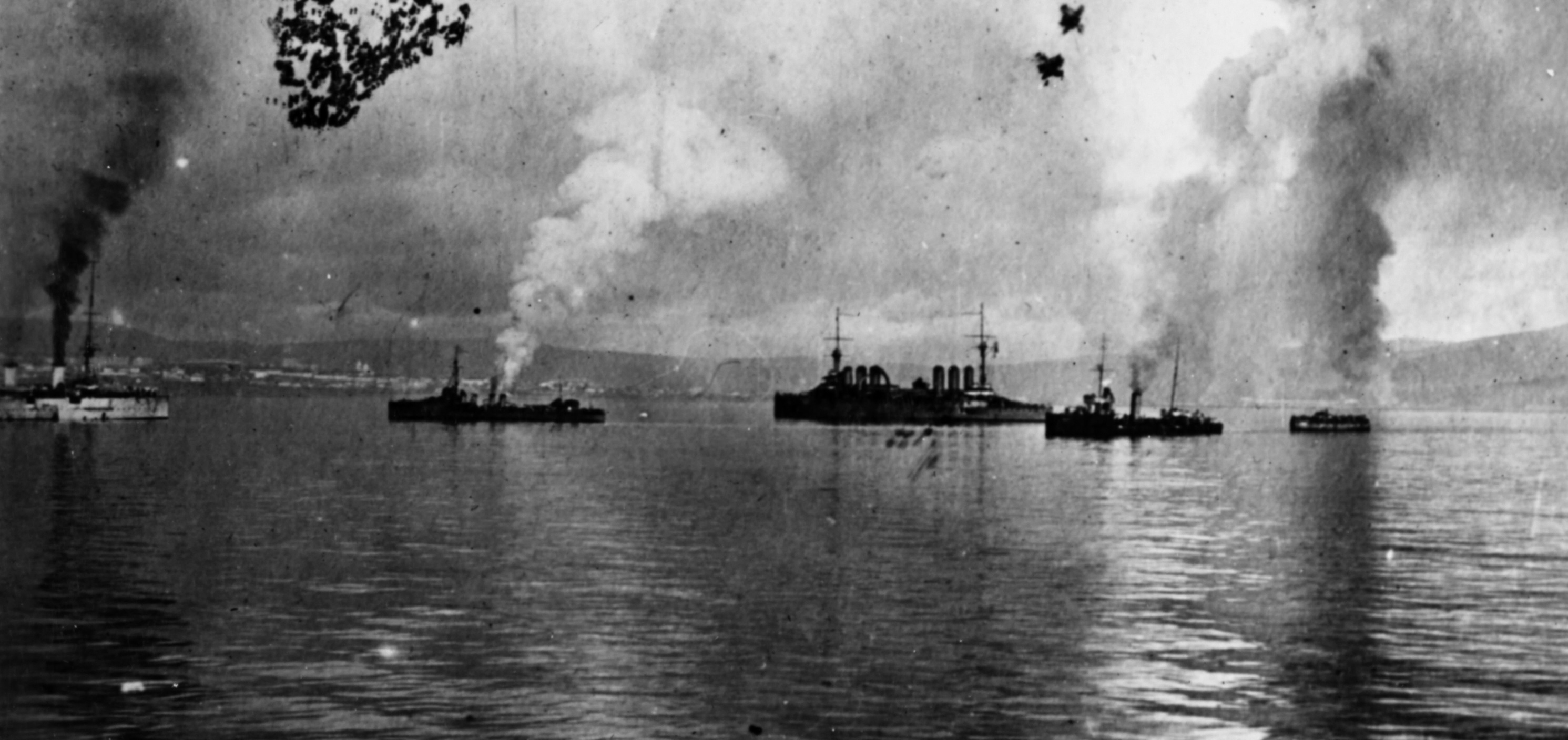
«Вальдек-Руссо» в Новоросійську в березні 1920 року

Починаючи з 1919 року, французький флот приєднався до інтервенції союзників у Громадянській війні в Росії на Чорному морі, щоб підтримати білих проти червоних більшовиків. «Вальдек-Руссо» прибув на початку 1919 року під прапором адмірала Кобе. Перебуваючи в Одесі 26–29 квітня 1919 року, моряки на борту «Вальдек-Руссо»о збунтувалися. Корабель, який щойно прибув з Франції зі свіжим екіпажем, ще не мав контакту з російськими революціонерами. Проте екіпаж швидко втомився від поганих умов життя і захотів повернутися до Франції. Через три дні заворушення були придушені, і він повернувся до служби, хоча Кобе був звільнений з посади за те, що не зміг контролювати свій екіпаж. В'єтнамський комуніст Тон Дuc Тханг, який у той час служив у французькому флоті, стверджував, що брав участь у заколоті, але французькі записи не містять його імені серед екіпажу «Вальдек-Руссо» в той час. У той же час екіпажі інших французьких кораблів у Константинополі були неспокійними, і тому адмірал Жан-Франсуа-Шарль Аме відмовився дозволити «Вальдек-Руссо» приєднатися до решти флоту там через попередній заколот його екіпажу.
26 березня 1920 року «Вальдек-Руссо» надавав вогневу підтримку евакуйованим білогвардійським силам під Новоросійськом разом із британським дредноутом Emperor of India. Англо-французький флот потім евакуював білогвардійців з міста на Кримський півострів. Пізніше того ж року він допомагав в евакуації армії генерала Петра Миколайовича Врангеля. Строкате зібрання кораблів вийшло з Криму 14 листопада. Вальдек-Руссо йшов у хвості флоту, прямуючи до Константинополя.
«Вальдек-Руссо» залишався на Чорному морі, тоді як флот продовжував свій шлях до Середземномор'я і, зрештою, до інтернування в Бізерті в Алжирі. 16 грудня 1922 року французьке транспортне судно SS Vinh Long загорілося в Мармуровому морі. Американський есмінець USS Bainbridge першим прибув на місце події та забрав тих, хто вижив, яких було 482 з 495 членів екіпажу та пасажирів, які були на борту. «Вальдек-Руссо» прибув незабаром після цього, і ті, хто вижив, були переведені на більший крейсер, оскільки він міг краще їх розмістити. За свою участь у рятувальних операціях командир Bainbridge — лейтенант-коммандер Волтер Едвардс — був нагороджений Медаллю Пошани, французьким орденом Почесного легіону та британським орденом «За видатні заслуги».

## Доля
У вересні 1923 року «Вальдек-Руссо» був переведений до резервного флоту, що базувався в Тулон. Він залишався поза службою до квітня 1929 року, коли був знову введений в експлуатацію для служби у водах Східної Азії. Він покинув Францію 10 травня і прибув 22 червня, де замінив крейсер «Jules Michelet» як флагман Французької Далекосхідної ескадри. «Вальдек-Руссо» служив там до травня 1932 року, коли він відбув до Франції, будучи заміненим легким крейсером «Primauguet». «Вальдек-Руссо» досяг Франції 3 липня. Після повернення до Франції він був виведений з експлуатації та поставлений у резерв.
14 червня 1936 року він був виключений зі списків флоту та згодом перетворений на плавбазу в Ландевеннек, біля Бреста. Він залишався в інвентарі флоту на початку Другої світової війни у вересні 1939 року. У травні–червні 1940 року, під час Битви за Францію, його відбуксирували з Ландевеннека на позицію приблизно за півмилі від головного хвилерізу, який захищав Брест. Після того, як німці перемогли Францію та окупували Брест, вони заборонили французам повертатися на борт «Вальдек-Руссо». Судно повільно набирало воду, і без можливості екіпажу керувати його насосами, воно зрештою затонуло 8 серпня. Пізніше його розібрали на металобрухт на місці між 1941 і 1944 роками, хоча деякі частини корабля залишаються на морському дні. Протягом цього періоду, на початку 1942 року, німці підняли затонулий корабель і замаскували «Вальдек-Руссо» під важкий крейсер «Prinz Eugen» як приманку перед тим, як розпочати операцію «Цербер».